# گورخان
گورخان یا غورخان (خط اویغوری: ᠭᠦᠷᠬᠠᠨ خط سیریلیک: гүр хан)، یک عنوان مغولی به‌معنی «حاکم جهانی» و کمابیش برابر با عنوان کهن‌تر خاقان است. گورخان عنوان رسمی حاکمان امپراتوری قراختایی محسوب می‌شد. بنابر گزارش کتاب تاریخ سری مغولان، جاموقا در جریان رقابت و ستیز با دوست سابقش تموچین (چنگیز خان)، عنوان گورخان را برای خود برگزیده بود.